# Kyselina nitrosylsírová
Kyselina nitrosylsírová je anorganická sloučenina se vzorcem NOHSO4. Jedná se o bezbarvou kapalinu používanou na výrobu kaprolaktamu, která se také používala k výrobě kyseliny sírové. Jedná se o smíšený anhydrid kyseliny sírové a dusičné.
V organické chemii slouží k nitrosylacím a jako diazotační a oxidační činidlo.

## Příprava a reakce
Kyselina nitrosylsírová se vyrábí rozpouštěním dusitanu sodného v chladné kyselině sírové:
HNO2 + H2SO4 → NOHSO4 + H2O
Také ji lze získat reakcí kyseliny dusičné s oxidem siřičitým.
Kyselina nitrosylsírová je zde meziproduktem při přípravě chloridu nitrosylu (NOCl).
NOHSO4 se používá k přípravě diazoniových solí z aminů Sandmeyerovou reakcí. Podobnými zdroji nitrososkupiny jsou tetrafluorboritan nitrosonia ([NO]BF4) a chlorid nitrosylu.
V průmyslu slouží nitrosodekarboxylační reakce kyseliny nitrosylsírové a cyklohexankarboxylové k výrobě kaprolaktamu: